# Pseudoterpna coronillaria
Pseudoterpna coronillaria là một loài bướm đêm thuộc họ Geometridae. Nó được tìm thấy ở Tây Ban Nha, Bồ Đào Nha, Pyrénées, miền tây và miền nam Pháp, Corse, Sardegna, Sicilia, Ý, Samos, Rhodos, Thổ Nhĩ Kỳ, Israel, Liban, miền bắc Jordan và Bắc Phi. Nó không được ghi nhận ở lục địa Đại Anh, nhưng hiện diện ở Jersey.
Sải cánh dài 36–40 mm. Con trưởng thành giống với Pseudoterpna pruinata.
Con bướm bay vào tháng 6 và tháng 7 ở Tây Âu.
Ấu trùng ăn Genista tinctoria, Ulex và broom.

## Hình ảnh

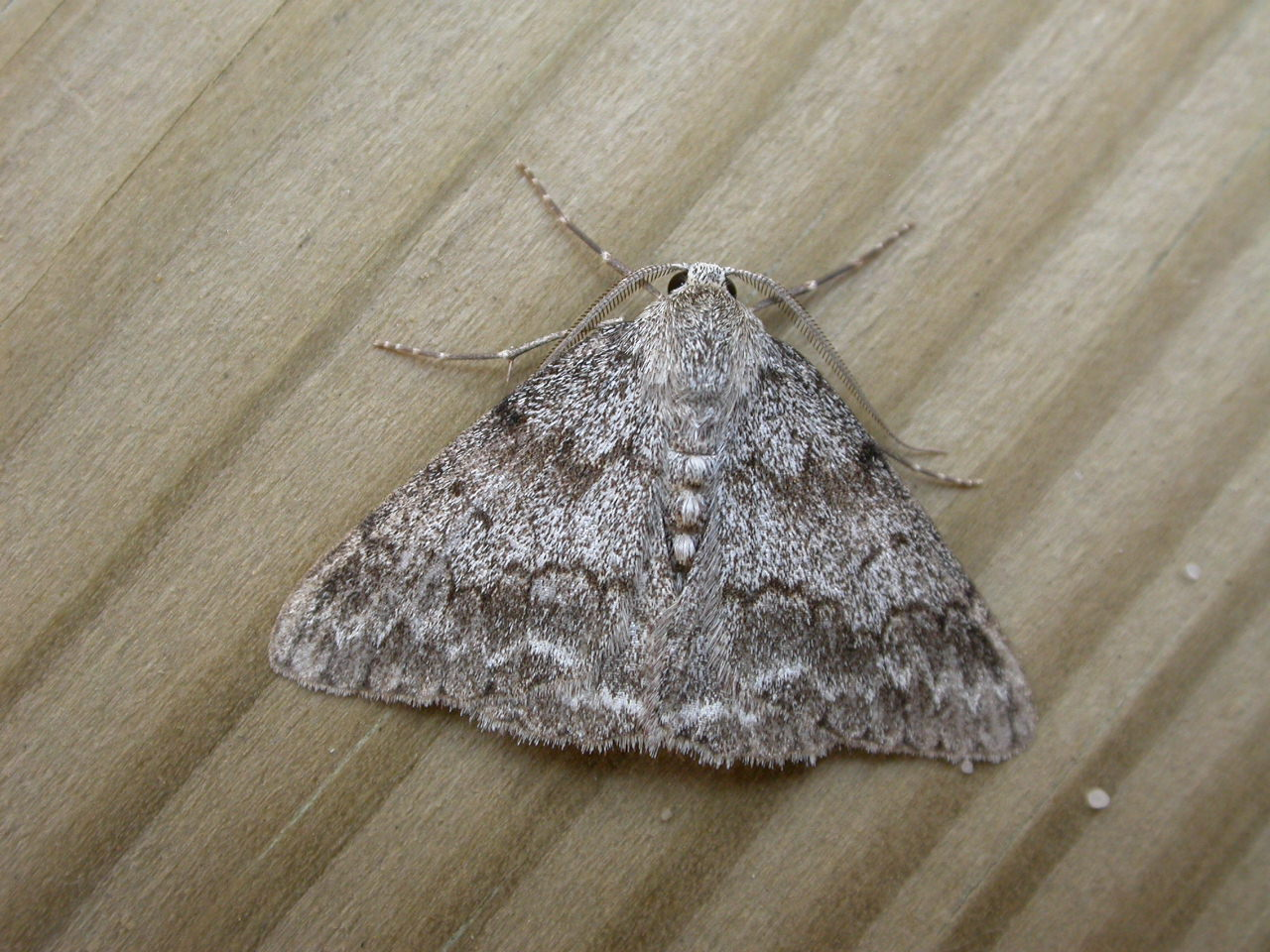
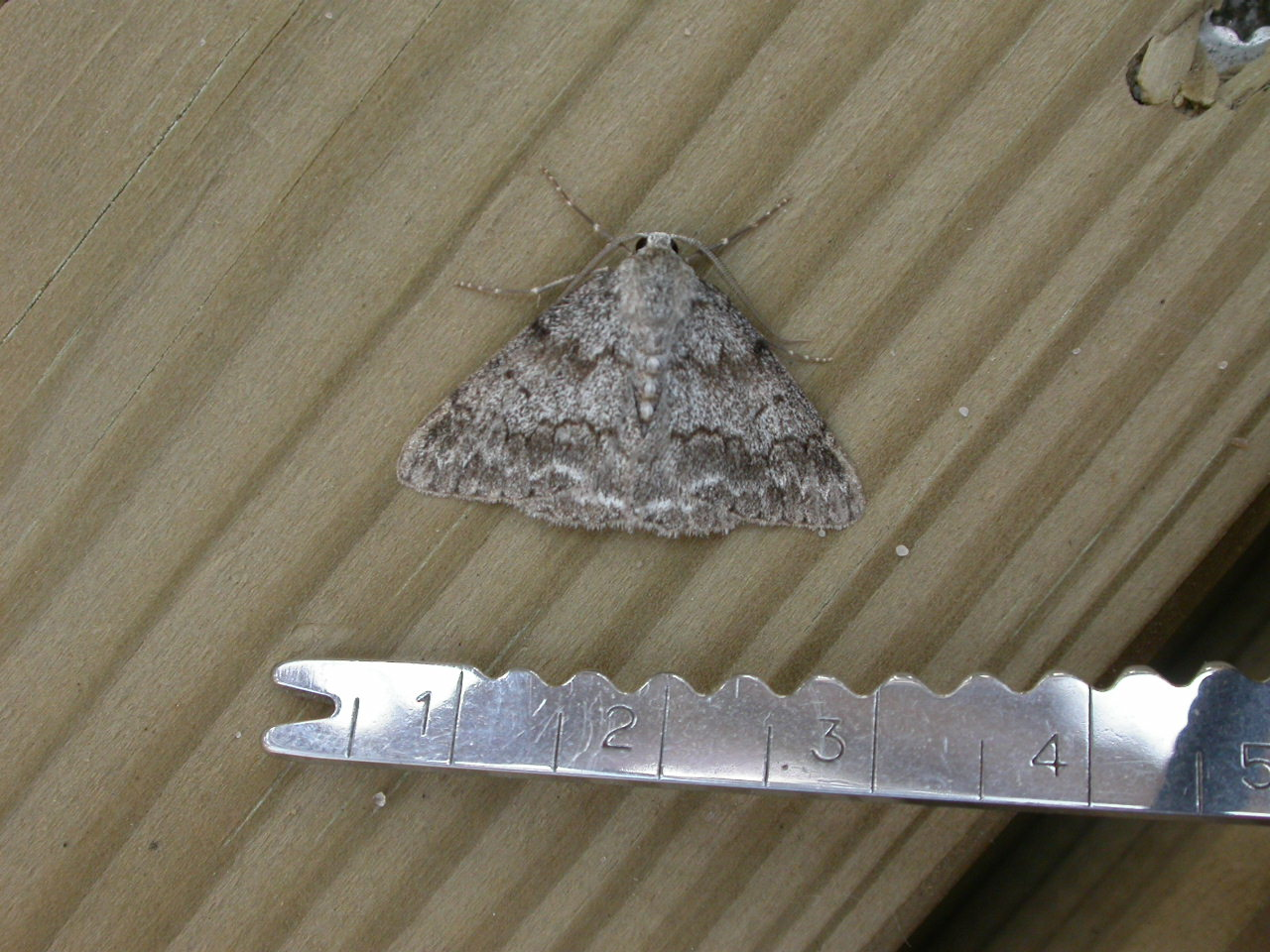

## Phụ loài
- Pseudoterpna coronillaria coronillaria (Spain, Portugal, Pyrénées, miền tây và miền nam France, Corse, Sardegna, miền bắc Ý)
- Pseudoterpna coronillaria algirica Wehrli, 1929 (North Africa)
- Pseudoterpna coronillaria cinerascens (Zeller, 1847) (miền tây Thổ Nhĩ Kỳ, Samos, Rhodos)
- Pseudoterpna coronillaria axillaria Guenée, [1858] (miền nam Thổ Nhĩ Kỳ, Liban)
- Pseudoterpna coronillaria halperini Hausmann, 1996 (Israel, miền bắc Jordan)
- Pseudoterpna coronillaria flamignii Hausmann, 1997 (miền nam Ý, Sicilia)